# Richard Wunderlich
Richard Constantin Alexander Wunderlich (* 22. September 1902 in Wyborg; † 3. Juli 1976 in Stockholm) war ein Möbeldesigner und Innenarchitekt. Von 1940 bis 1941 Abteilungsleiter der Innenarchitektur an der Jaan Koorti nimelise Riigi Rakenduskunsti Kooli (heute EKA).

## Leben

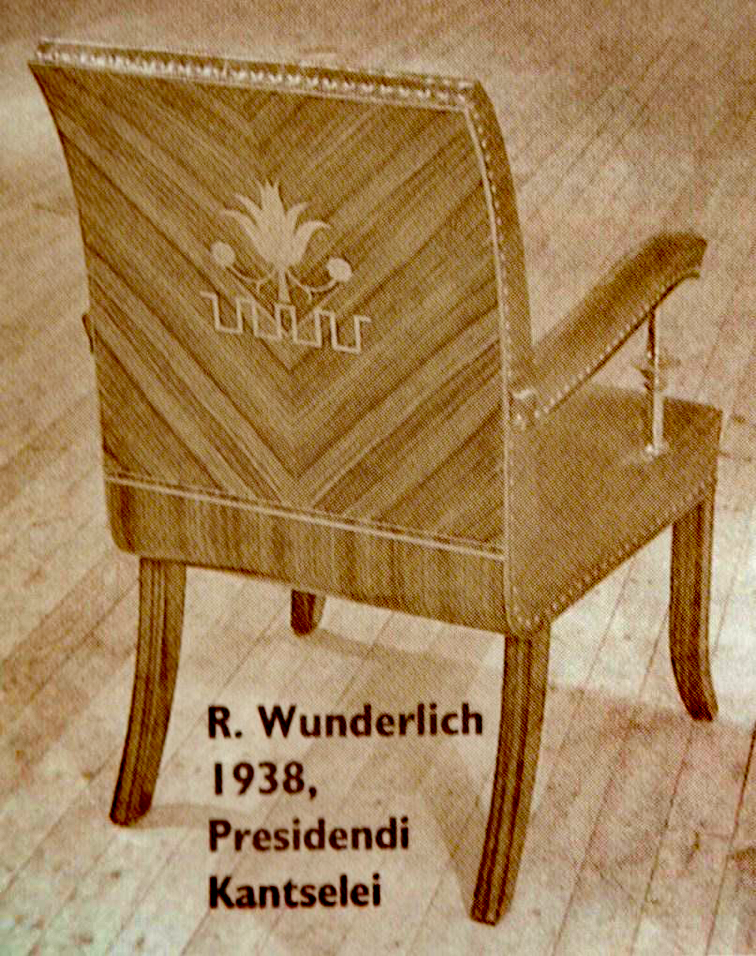
Stuhl für das Präsidentenbüro

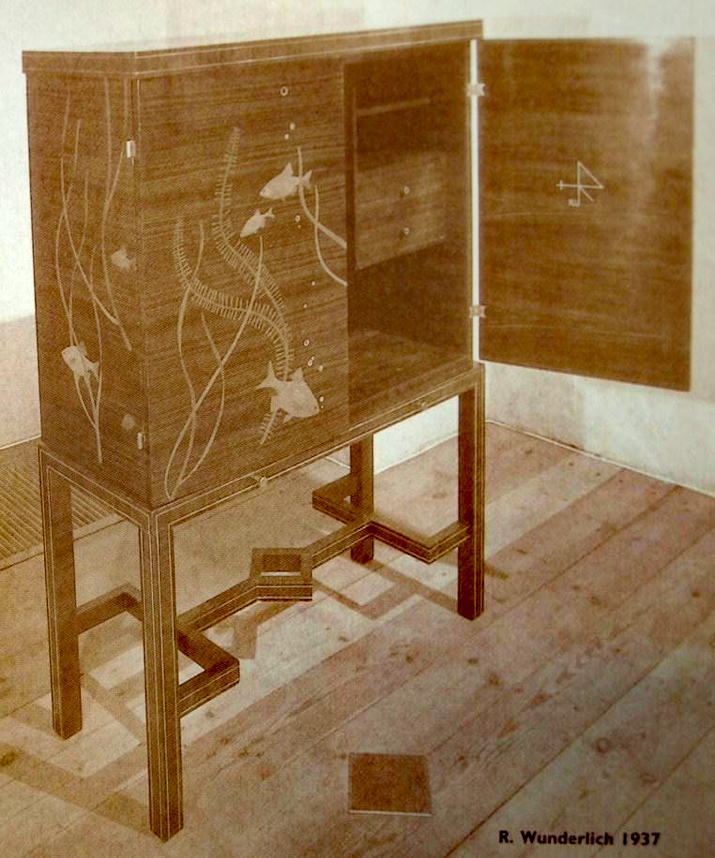
Kabinett mit Fischen

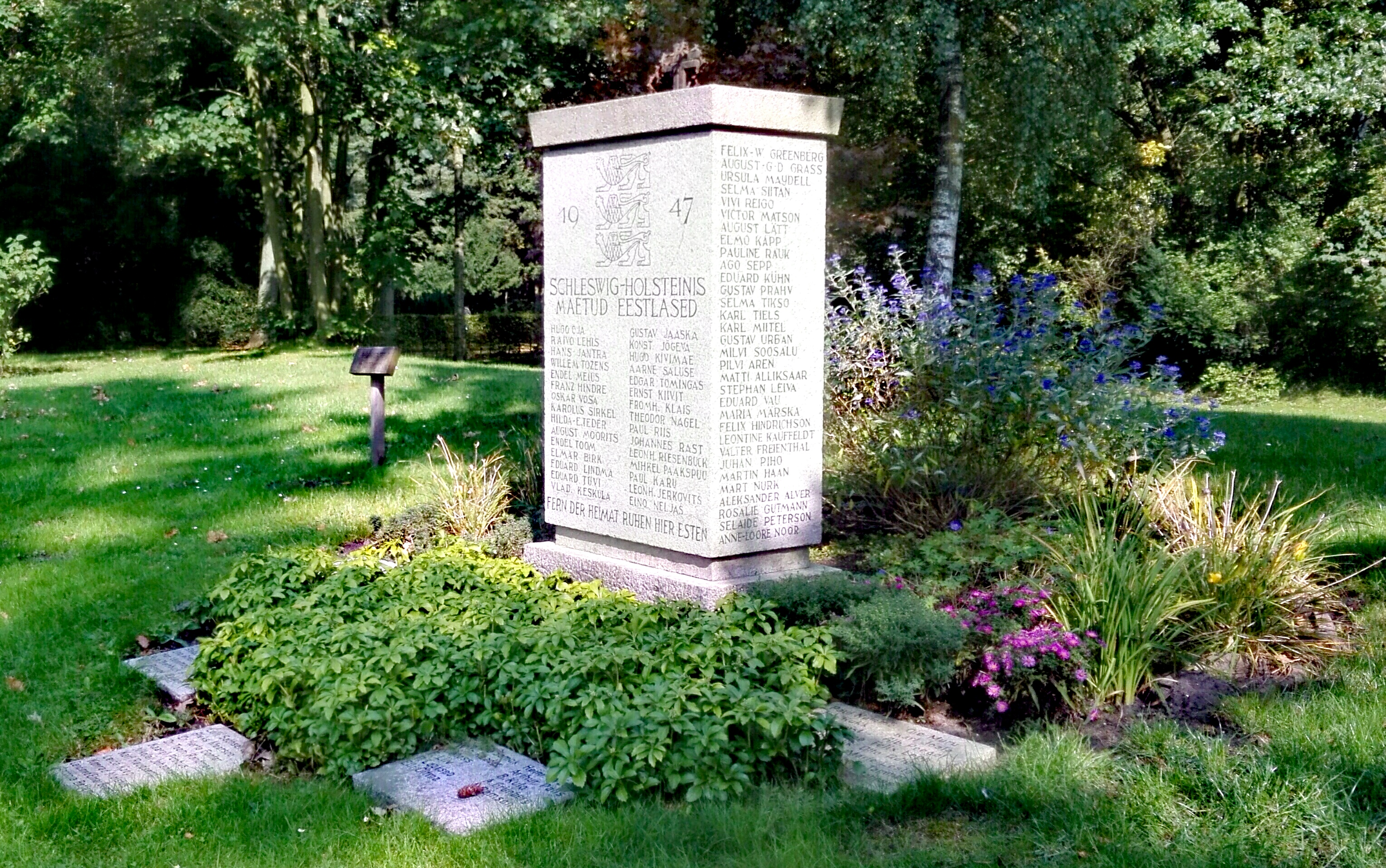
Estnische Kriegsgräberstätte

Seine Familie verzog nach Tallinn. Er studierte parallel an der Tallinner Kunstgewerbeschule und am Hans-Laipmann-Atelier und anschließend in der Pallas in Tartu. Von 1928 bis 1929 studierte er an der Werkschule in Köln Innenarchitektur und gilt als erster Este eine Berufsausbildung in diesem Bereich erhielt. Viele Jahre hindurch war er Vorsitzender der Vereinigung Angewandter Künstler.
Zusammen mit Erich Birk gründete Wunderlich 1933 das sich mit der Gestaltung von Luxusmöbeln befassende Innenarchitekturbüro Uus Mööbel. Von ihm entworfene Möbel wurden unter anderem im Sitzungssaal des Amtes des Präsidenten in Kadriorg verwendet.
Bei der Weltausstellung 1937 in Paris ist Wunderlich der Chefdesigner des estnischen Pavillons gewesen. Für sein Kabinett mit Fischen (zweites Bild) wurde er dort mit einer Goldmedaille ausgezeichnet.
Die Baltischen Staaten wurden zu Beginn des Zweiten Weltkrieges von der Sowjetunion zuerst besetzt und dann annektiert. Die einmarschierende Wehrmacht verdrängte sie wieder und wurde von deren Einwohnern als deren Befreier begrüßt. Als die Rote Armee 1944 nach Estland zurückkehrte, flohen zahlreiche Esten vor ihr um einer vermeintlichen Verfolgung zu entgehen. Einer von ihnen war Wunderlich. Er befand sich nach dem Krieg als Displaced Person im DP-Lager Pöppendorf bei Lübeck. Dort entwarf er die Lagerkirche und 1947 zusammen mit dem ebenfalls zu der Zeit dort lebenden Architekten Roman Koolmar plante und baute er die von der estnischen Volksgemeinschaft finanzierte Estnische Kriegsgräberstätte auf dem Vorwerker Friedhof zur Erinnerung an die im Exil in Schleswig-Holstein verstorbenen Esten aus der Zivilbevölkerung.
Noch im selben Jahr wanderte Wunderlich nach Schweden aus. Dort sollte er noch mehr als 20 Jahre als Innenarchitekt bei der Nordiska Kompaniet tätig sein.